# Granica iracko-jordańska
Granica iracko-jordańska – granica międzypaństwowa dzieląca terytoria Iraku i Jordanii o długości 181 kilometrów.
Początek granicy styk granic Arabii Saudyjskiej, Jordanii i Iraku  o współrzędnych 32° 13’ 51’’N, 39°18’09’’ E (Unajza) , następnie biegnie w kierunku północno-zachodnim przez Pustynię Syryjską  do styku granic Jordanii, Syrii i Iraku o współrzędnych 32°22’29’’N,  38°47’33’’E (At-Tanf).
Granica powstała w 1920 (potwierdzona w 1928) jako granica między brytyjskim mandatem w Iraku i Transjordanii.